# Caronia (Schiff, 1948)
Die Caronia (II) war ein Passagierschiff, das 1949 für die britische Cunard-White Star Line (später Cunard Line) in Dienst gestellt wurde. Das als „Green Goddess“ bezeichnete Schiff blieb für Cunard bis 1967 in Dienst. Es war eines der ersten Schiffe, die sowohl für den Transatlantikverkehr als auch für Kreuzfahrten gebaut wurden. Nach ihrer Dienstzeit für Cunard wurde die Caronia von der Universal Cruise Line betrieben, die sie in Caribia umbenannte. Nach einer Explosion im Maschinenraum wurde das Schiff 1969 ausgemustert. 1974 erlitt die Caribia auf der Überführung zur Verschrottung nach Taiwan vor Guam Schiffbruch.

## Planung und Bau
Nach dem Zweiten Weltkrieg betrieb die Cunard-White Star Line nur noch drei Schiffe auf der Strecke von Southampton nach New York: Die Queen Mary, die Queen Elizabeth und die etwas langsamere und kleinere Mauretania. Die Cunard-White Star Line beschloss daher, eine Ergänzung zur Mauretania zu bauen, die eine ähnliche Größe, Kapazität und Geschwindigkeit erreichen sollte. Außerdem sollte das neue Schiff erstmals in der Geschichte der Reederei speziell für Kreuzfahrten gebaut werden, was auch die im Vergleich zur Queen Mary und Queen Elizabeth geringe Größe des Schiffes erklärte.
In Auftrag gegeben wurde das Schiff bei John Brown & Company mit Sitz in Clydebank. Am 30. Oktober 1947 fand der Stapellauf des auf den Namen Caronia getauften Schiffes im feierlichen Rahmen statt. Taufpatin des Schiffes war die damalige Prinzessin Elisabeth.
Die Caronia sollte sich äußerlich von den anderen Schiffen der Reederei unterscheiden, weshalb sie einen grünen Rumpfanstrich anstatt des sonst bei Cunard traditionellen schwarzen Rumpfes bekam. Aus diesem Grund erhielt das Schiff auch seinen Spitznamen „Green Goddess“ („Grüne Göttin“).
Die Caronia war durch die Größe ihres Schornsteins sehr windanfällig. Die „Green Goddess“ blieb bis zur Indienststellung der Queen Elizabeth 2 zwanzig Jahre später das größte in Schottland gebaute Passagierschiff nach dem Zweiten Weltkrieg.

## Ausstattung
Das Schiff war auf Transatlantikfahrten in Erste Klasse und Touristenklasse unterteilt. Während der Kreuzfahrten wurde diese Klassenteilung jedoch aufgehoben. Die öffentlichen Räume der Ersten Klasse befanden sich auf Höhe des Promenadendecks. Der größte öffentliche Raum der Ersten Klasse war neben dem Speisesaal die Lounge, die sich über zwei Decks erstreckte. Am Ende des Raumes war gut sichtbar angebracht ein großes Gemälde der Taufpatin Prinzessin Elisabeth mit ihrem Gatten Prinz Philip. Im Bugbereich der Caronia befand sich die „Observation Lounge“ mit Panoramafenstern und Blick auf den Bug des Schiffes. Die Erste Klasse besaß außerdem einen Lese- und Schreibsaal, einen Rauchsalon sowie eine Bibliothek. Die Touristenklasse war ähnlich aufgebaut, besaß jedoch weder eine Bibliothek noch einen Lese- und Schreibsaal.
Einige von den Passagieren des Schiffes nutzbare Räume waren beiden Klassen zugänglich, was ungewöhnlich war. Zu diesen Räumen gehörte das Theater und Kino des Schiffes, das sich ebenfalls über zwei Decks erstreckte. Außerdem teilten sich beide Klassen die Garden Lounge sowie das Verandah Cafe. Dies war für den Kreuzfahrtbetrieb praktischer, da während der Kreuzfahrten die Klassenteilung ohnehin aufgehoben wurde. Die zwei Speisesäle des Schiffes waren nach Klassen unterteilt, befanden sich jedoch beide auf dem gleichen Deck.

## Cunard-White Star Line

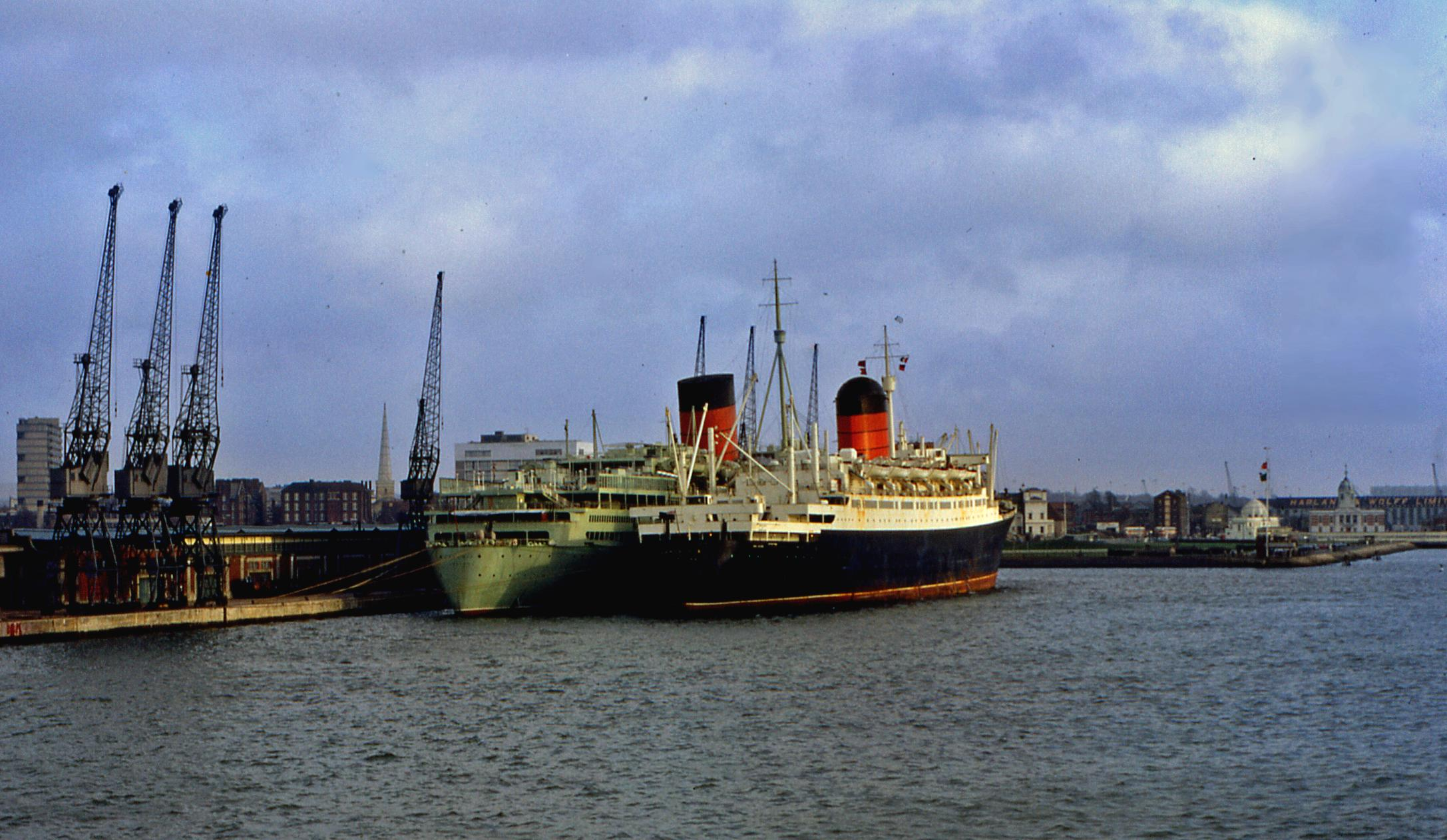
Die aufgelegte Caronia neben der Carinthia, 1967

Am 4. Januar 1949 legte die Caronia zu ihrer Jungfernfahrt von Southampton nach New York ab, die ohne Zwischenfälle verlief. Nach zwei weiteren Transatlantiküberquerungen machte das Schiff seine erste Kreuzfahrt in die Karibik. In den ersten Dienstjahren der Caronia war das Schiff vorwiegend auf der Transatlantikroute im Einsatz und wurde nur in den Wintermonaten für Kreuzfahrten genutzt. Im Jahre 1951 fand die erste Weltreise des Schiffes statt. Ab 1952 fuhr sie nur noch im August und September auf der Transatlantikroute. Die restliche Zeit des Jahres verbrachte die Caronia von nun an mit Kreuzfahrten.
Im Mai 1953 diente die Caronia als schwimmendes Hotel während der Feierlichkeiten zur Krönung Elisabeths II., die das Schiff sechs Jahre zuvor getauft hatte. Das Schiff wurde als zusätzliche Unterkunft benötigt, da die meisten Hotels an Land bereits ausgebucht waren. Die Caronia wurde 1956 modernisiert und bekam unter anderen Klimaanlagen in allen öffentlichen Räumen und Kabinen, um den Komfort während der Kreuzfahrten in tropischen Gewässern zu erhöhen.
Während einer weiteren Weltreise 1958 wurde das Schiff im Hafen von Yokohama schwer beschädigt, als es beim Auslaufen durch einen starken Seitenwind im Hafen gegen eine Kaimauer gedrückt wurde. Neben dem Schiff, das starke Deformierungen am Bug erlitt, wurde auch ein Leuchtturm beschädigt. Die Caronia wurde in einer Werft in Yokosuka repariert. Im Herbst desselben Jahres musste außerdem eine Kreuzfahrt des Schiffes im Mittelmeer wegen Konflikten im Nahen Osten abgesagt werden.
1959 machte die Caronia ihre letzte planmäßige Fahrt auf der Transatlantikroute. Die sinkenden Passagierzahlen durch die Konkurrenz durch Passagierflugzeuge hatte den Transatlantikdienst für Cunard mit insgesamt vier Schiffen auf dieser Route unwirtschaftlich gemacht. Es fanden weiterhin Reisen über den Atlantik statt, die jedoch als Kreuzfahrten vermarktet wurden.
Obwohl die Caronia ein britisches Schiff war, konnte auf den meisten Reisen nur mit US-Dollar bezahlt werden, da ein Großteil der Passagiere an Bord US-Amerikaner waren. Einmal im Jahr bot Cunard jedoch sogenannte „Sterling Cruises“ an, auf denen nur das Pfund Sterling als Zahlungsmittel akzeptiert wurde.
1962 beschloss Cunard, einen Großteil seiner Flotte den besonderen Anforderungen der Kreuzfahrten anzupassen. Als erstes dieser Schiffe wurde die Mauretania umgebaut, die nun ebenfalls die grüne Rumpfbemalung wie die Caronia bekam. Wenig später folgten die Franconia und die Carmania.
Im Verlauf der 1960er Jahre folgten immer mehr Reedereien dem Trend und ließen neue Kreuzfahrtschiffe bauen, die weitaus moderner als die Caronia waren. Aus diesem Grund ließ Cunard das Schiff im November 1965 für zehn Wochen im Trockendock überholen und renovieren. Die Innenausstattung wurde modernisiert, außerdem wurden zusätzliche Suiten sowie ein Lidodeck hinzugefügt.
1966 streikten in ganz Großbritannien Hafenarbeiter und Schiffsbesatzungen, was zur Folge hatte, dass die Caronia etliche Fahrten verspätet antrat oder ganz absagen musste. 1967 war das erste Jahr, in dem das Schiff keine Gewinne für Cunard einbrachte. Die Reederei beschloss daher, die Caronia zum Ende des Jahres außer Dienst zu stellen. Die Abschiedsfahrt der Caronia war eine klassische Transatlantikreise von New York nach Southampton.

## Star Shipping
1968 wurde das Schiff an Star Shipping verkauft und in Columbia umbenannt. Das Schiff wurde nach Griechenland gebracht, um dort erneut modernisiert zu werden. Die Cunard Line ließ in den letzten Dienstmonaten des Schiffes keine größeren Wartungsarbeiten ain ihm vornehmen. Vornehmlich sollte die Maschinenanlage der Columbia generalüberholt werden, was jedoch nicht durchgeführt wurde. Noch vor Beginn der Umbauarbeiten wurde das Schiff an den griechischen Reeder Andrew Konstaninidis verkauft, der es in Caribia umbenennen ließ.

## Universal Cruise Line
Das Schiff wurde erneut modernisiert und bekam außerdem eine weiße Rumpfbemalung. Im Februar 1969 begann die Caribia in New York ihre erste Kreuzfahrt für ihren neuen Betreiber Universal Cruise Line in die Karibik. Bereits auf dieser ersten Kreuzfahrt gab es Maschinenprobleme, die den Zeitplan der Kreuzfahrt stark verzögerten.
Auf der zweiten Kreuzfahrt ereignete sich eine Explosion im Maschinenraum, wodurch ein Besatzungsmitglied getötet und mehrere weitere Besatzungsmitglieder verletzt wurden. Das Schiff blieb für mehr als 20 Stunden antriebslos, bis die Maschinenanlage notdürftig repariert und die Caribia zurück in den Hafen gebracht werden konnte. Universal Cruise Line beschloss darauf, das Schiff nicht wieder in Fahrt zu bringen. Die Reparatur des Schiffes wäre unrentabel gewesen. Außerdem hatte sich das Unglück dank der Medien in den gesamten Vereinigten Staaten herumgesprochen, wodurch die Caribia bald einen schlechten Ruf hatte.

## Die letzten Jahre

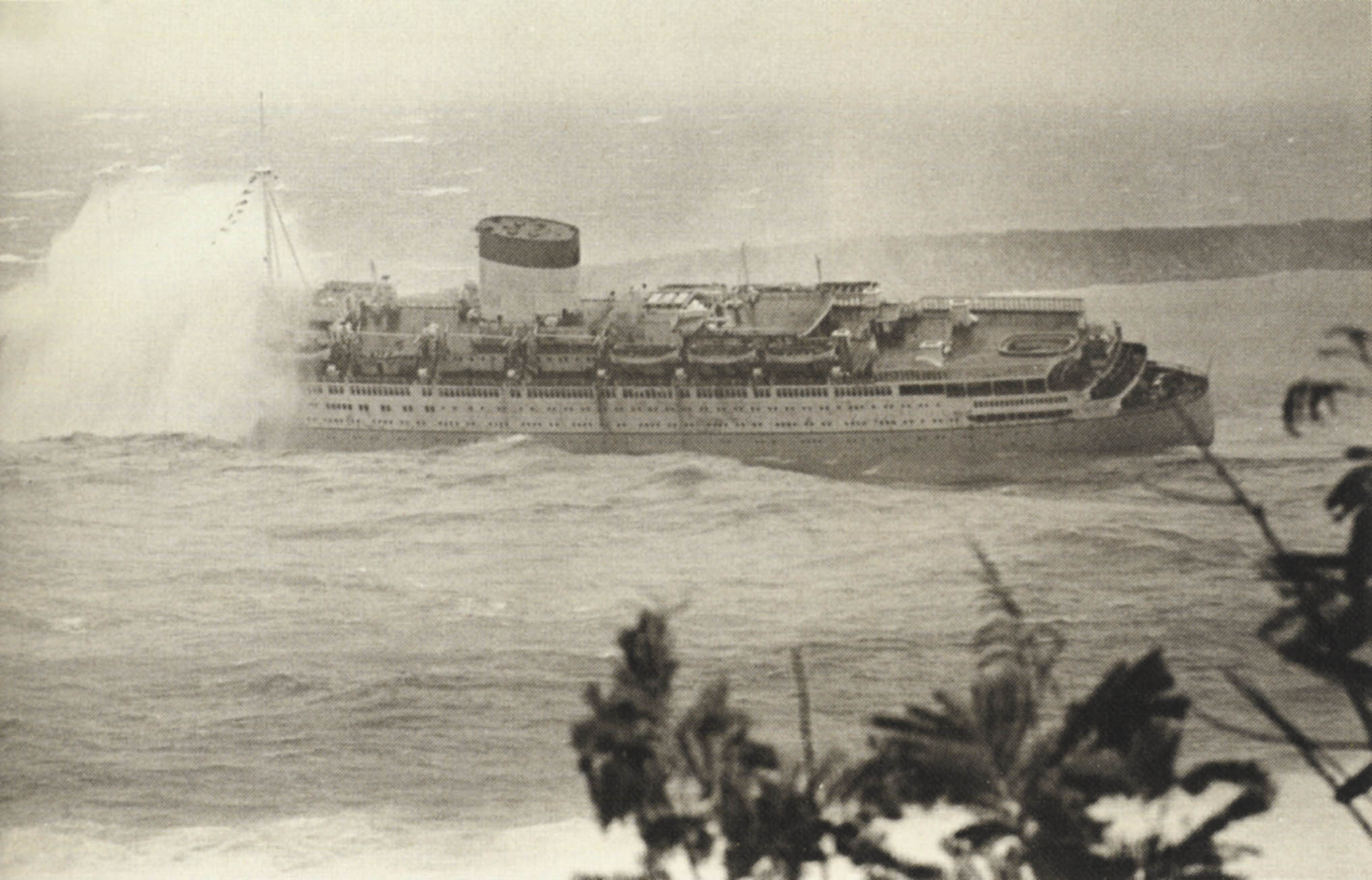
Das Wrack der Caribia, 1974

In den kommenden Jahren versuchte die Universal Cruise Line mehrfach, das Schiff an einen neuen Betreiber zu verkaufen. Es gab jedoch keine Interessenten für das beschädigte Schiff, das noch immer im New Yorker Hafen lag. 1974 wurde die Caribia schließlich zum Abbruch nach Taiwan verkauft. Der deutsche Hochseeschlepper Hamburg wurde beauftragt, das antriebslose Schiff zu seinem letzten Zielort zu bringen. Am 27. April 1974 begann die letzte Reise der Caribia.
Vor Honolulu gerieten beide Schiffe in einen Sturm, wodurch die antriebslose Caribia Schlagseite bekam und zu kentern drohte. Nachdem das Schiff stabilisiert worden war, konnte die Fahrt jedoch fortgesetzt werden. Die Ursache für die Instabilität des geschleppten Schiffes wurde nie ermittelt bzw. dokumentiert. Vor der Insel Guam erlitt der Hochseeschlepper Hamburg einen Maschinenschaden und musste das Schlepptau zur Caribia kappen, um nicht selbst zu havarieren. Die Caribia wurde an die Küste von Apra Harbor getrieben, wo sie auf Grund lief. Der Rumpf des Schiffes zerbrach hierbei in drei Teile, weshalb eine Bergung der Caribia unmöglich war. Daher wurde beschlossen, die Wrackteile vor Ort zu zerlegen. Hierbei mussten die Arbeiter mit großer Vorsicht vorgehen, da nahe an der Unglücksstelle der Caribia während des Koreakrieges ein mit Munition beladenes Landungsschiff gesunken war. Die Verschrottung der Caribia musste zudem möglichst schnell durchgeführt werden, da sie an einer ungünstigen Stelle gestrandet war und die Hafeneinfahrt versperrte.

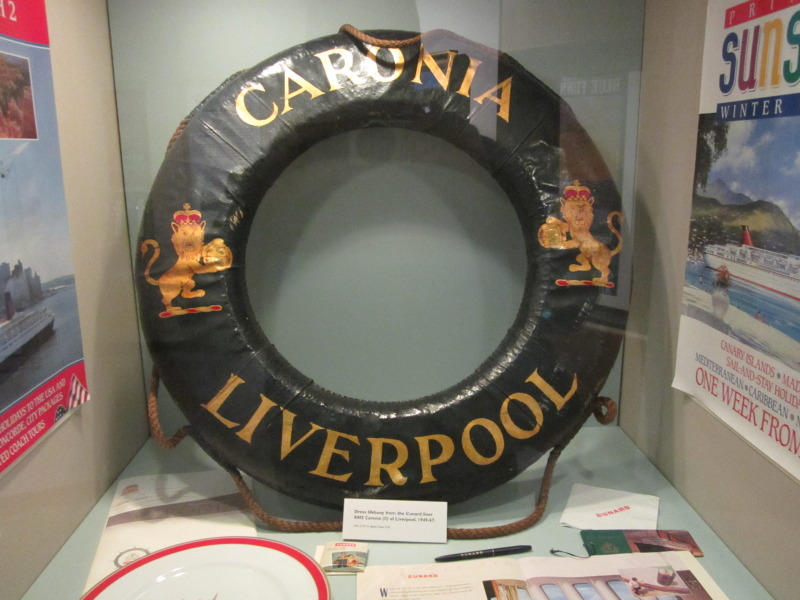
Rettungsring der Caronia im Merseyside Maritime Museum, Liverpool

Bevor die Caronia zerlegt wurde, wurde die komplette Ausstattung des Schiffes ausgebaut und zum Verkauf angeboten. Einige Teile der Ausstattung des Schiffes können heute im Merseyside Maritime Museum in Liverpool besichtigt werden.